# Ага (титул)

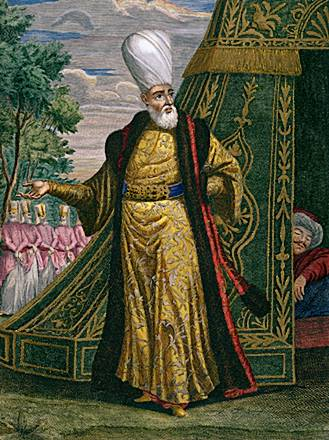
Ага янычар

Ага́ (осман. أغا‎, перс. آقا‎ от тюрк. аqa — «старший брат») — в некоторых странах Востока (Османская империя, Сефевидское государство и др.) — форма обращения к старшему по рангу, обозначение племенной знати и титул.
В Османской империи — титул военачальников, в том числе командира янычар — yeniçeri ağası, и сипахи — sipahi ağası, а также начальников некоторых групп придворных слуг. После ликвидации янычар в 1826 году так назывались младшие и средние офицеры османской армии.
В современной Турции ага — форма обращения к землевладельцам, иногда — составная часть имени.
В Сефевидском государстве — обозначение племенной знати и феодалов во множественном числе: «агайан» по-персидски или «агалар» в азербайджанской форме.
Также слово «ага» во многих тюркских языках означает «старший брат», либо «дядя» (когда «дядя» незначительно старше, иначе применяется слово «коке») и используется в качестве уважительного обращения к старшим по возрасту.